# Sofia Vikman
Maria Sofia Charlotta Vikman, född 12 maj 1983 i Tammerfors, är en finländsk samlingspartistisk politiker och magister i samhällsvetenskaper. Sin examen avlade hon år 2010 vid Tammerfors universitet.
Vikman blev invald i riksdagen i riksdagsvalet 2011 med 8 279 röster från Birkalands valkrets.

## Utmärkelser
- Militärens förtjänstmedalj,  4 juni 2015[2]
- Riddartecknet av I klass av Finlands Lejons orden,  6 december 2019[3]

[Redigera Wikidata]